# Augusto Vegezzi

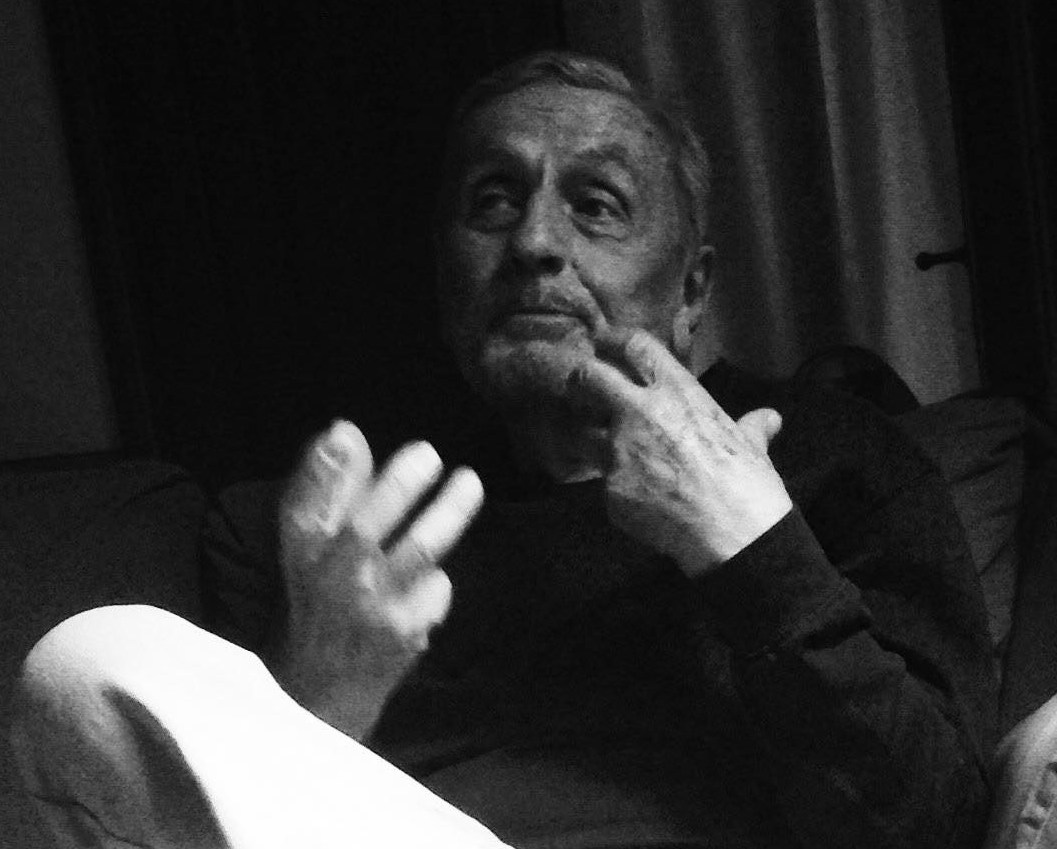
Augusto Vegezzi

Augusto Vegezzi, detto Gughi (Piacenza, 11 febbraio 1932 – Piacenza, 7 giugno 2022), è stato un filosofo, saggista e insegnante italiano.

## Biografia
Nato a Piacenza nel 1932,  si laureò in Filosofia all'Università di Milano, con una tesi sulla filosofia sociale e pedagogica di John Dewey, con relatore Antonio Banfi.
Nel 1960, insieme ai concittadini Grazia Cherchi e Pier Giorgio Bellocchio, costituì e organizzò gli Incontri di Cultura, ciclo di conferenze periodiche a tema socio-politico con sede a Piacenza, che hanno rappresentato la matrice storica da cui nacque la rivista Quaderni piacentini, fondata nel 1962. Gli Incontri di Cultura ospitarono conferenze e seminari di intellettuali come Ernesto De Martino, Danilo Dolci, Franco Fortini, Elio Vittorini.
Nelle fasi iniziali di Quaderni piacentini, Vegezzi fu componente del comitato editoriale e della direzione della rivista, per poi proseguire come collaboratore esterno. Tra il 1962 e il 1968 pubblicò per la rivista quattro saggi di carattere filosofico e politico.
I suoi studi di quegli anni si concentrarono sull'analisi dell'opera del filosofo Herbert Marcuse, a cui dedicò gli articoli Eros e Utopia, H.Marcuse: tecnocrazia e marxismo in URSS e Marcuse: un'operazione politica, pubblicato dalla rivista Nuovo Impegno.
Si interessò allo studio del movimento operaio e collaborò con articoli e ricerche alle riviste Quaderni rossi e Classe Operaia con esponenti dell'operaismo italiano quali Romano Alquati, Raniero Panzieri, Toni Negri, Mario Tronti.
Dal 1966 insegnò Scienze Umane e Storia nelle scuole superiori. Dopo i primi incarichi a Novara e Ancona, nel 1968 si trasferì in Lombardia, prima a Legnano e poi a Milano, insegnando al Liceo Scientifico Cremona. Dal 1978 al 1982 fu preside del Liceo Scientifico di Vimercate, impostando un rapporto di dialogo con studenti e insegnanti e puntando su una fisionomia didattica aperta all'innovazione. Per sua iniziativa, il Liceo fu intitolato a Antonio Banfi.
Pubblicò numerosi libri per le scuole superiori. Nel 1969, con il collega e amico Franco Fortini conosciuto nell'esperienza di Quaderni piacentini, realizzò e pubblicò per Morano l'antologia per il biennio Gli Argomenti Umani. Un'antologia con un'impostazione democratico-umanista, e la selezione di autori non solo occidentali, ma da quello che veniva definito, in allora, "Terzo mondo", generando polemiche e contestazione da parte delle parti più conservatrici dell'ambiente scolastico italiano dell'epoca.
Negli anni settanta e ottanta scisse antologie e manuali di letteratura italiana e storia per le scuole superiori. A partire dal 1972 ha curato per Morano la collana Nuovi strumenti di cultura interdisciplinare.
Dopo il pensionamento tornò a Piacenza, dove si dedicò a mantenere la memoria del fratello Nello Vegezzi, poeta e artista visivo, fondando l'Associazione Amici di Nello Vegezzi e aiutando a organizzare mostre ed eventi.
Tra gli anni novanta e duemiladieci collaborò a riviste e testate come MicroMega, Libertà e Piacentini, pubblicando articoli di carattere politico e culturale.
Nel gennaio 2022 scrisse La vita si vince combattendo, romanzo di formazione, d'ispirazione autobiografica. Morì nel giugno dello stesso anno.

## Opere
- Gli argomenti umani, Morano, Napoli, 1969.
- Passato e presente, Morano, Napoli, 1970.
- Essere umani, Morano, Napoli, 1971.
- Letture di storia antica, Morano, Napoli, 1972.
- Questa nostra Italia, Edizioni del Sole, 1975.
- Tempo storico, Zanichelli, Bologna, 1978. ISBN 978-8808021748
- Lineamenti di storia, Zanichelli, Bologna, 1978. ISBN 978-8808021687
- Ventesimo secolo, Zanichelli, Bologna, 1978.
- Uomini e società, Sansoni, Firenze, 1984. ISBN 883830162X
- Il tempo storico e le forme, Zanichelli, Bologna, 1994. ISBN 978-8808101785
- La vita si vince combattendo, Scritture, Piacenza, 2022. ISBN 978-8889864968